# Библиотека за слијепе Црне Горе
Библиотека за слијепе Црне Горе у Подгорици основана је у септембру 2006. године и представља једину библиотеку за слепе у Црној Гори. Оснивач Библиотеке је Влада Црне Горе која је у складу са Законом о култури, Законом о библиотечкој дјелатности и другим релевантним прописима, као оснивач, преузела обавезу да финансира рад и делатности Библиотеке. Библиотека је од самог почетка стекла статус Јавне Установе и као таква нашла се у групи републичких институција културе, у делу покретне културне баштине. Први директор (2006 - ) и идејни творац и оснивач Библиотеке је Божидар Денда.

## Историјат
На простору Црне Горе, у Перасту а затим у Рисну у основној школи за децу са оштећеним видом, средином прошлог века појавиле су се прве публикације на Брајевом писму.
Радован Николић из Никшића је био један од оних који су се истицали када је у питању формирање библиотеке на Брајевом писму. Школа која је тада оформила своју библиотеку временом је расла, а 1966. је пресељена у Подгорицу. Део фонда на Брајевом писму се више деценија налазио у Градској Библиотеци "Радослав Љумовић" у Подгорици. Када је основана Библиотека за слепе Црне Горе та је грађа припојена новооснованој библиотеци 2006. године.
Због низа околности које су владале међу републикама бивше Југославије дуги низ година, своје потребе особе оштећеног вида у Црној Гори су задовољавале ван установе која је основана. Процес школовања и студирања деце и младих оштећеног вида, као и њихове друге културне активности био је знатно отежан.
Библиотека за слијепе Црне Горе је основана је у септембру 2006. године. Оснивач Библиотеке је Влада Црне. Влада је Одлуку о формирању Библиотеке донела 9. октобра 2004. након вишегодишње кампање Савеза слијепих Црне Горе. Свечано отварање организовано 4. септембра 2006. Библиотека за слијепе Црне Горе је почела са радом у октобру 2006. године.

## Мисија и услуге
Библиотека за слијепе Црне Горе је замишљена као централни и најзначајнији простор за највећи дио културних активности у Црној Гори у којем њени корисници могу да задовоље своје елементарне културне потребе.
Библиотека организује кућну доставу потребних публикација за кориснике на територији Подгорице, док се осталим корисницима публикације шаљу поштом.
Сви сервиси Библиотеке су потпуно бесплатни и доступни су током целе недеље. Корисници су у могућности да путем телефона, редовном поштом или електронским путем наруче жељени наслов, потом га библиотекари припреме за непосредну доставу или поштанску испоруку кориснику који га је затражио.

## Фонд
Библиотека за слијепе посједује књижни фонд од 16.500 наслова. На годишњем нивоу Библиотека изда преко 50 нових књига у дејзи формату, као и десетак нових наслова на Брајевом писму.

## Одељења и организациона структура
Библиотека има три одељења:
- Одељење општих послова,
- Техничко-производно одељење и
- Библиотечко одељење.

Библиотека у свом саставу има тонски студио 1  за снимање и монтажу аудио материјала који је опремљен крајем 2007. и почетком 2008. године. Крајем 2009. отворен је и тонски студио 2. Библиотека располаже мултимедијалном салом, капацитета 50 места, у којој се реализује културни програм Библиотеке.

## Часописи
Библиотека изадаје своје часописе Глас и Тачке културе. Часописи се издају као аудио часопис, месечник у дејзи формату. Часописи прате проблематику и садржаје културе, књижевности, науке и религије.

## ЧасописГлас
Глас, аудио часопис Библиотеке за слијепе Црне Горе за књижевност, науку, културу и религију, основан је априла 2011. године на основу Одлуке Савјета Јавне установе Библиотека за слијепе Црне Горе, као националне установе културе, у Подгорици. Од оснивања до данас излази без прекида као мјесечник, први и једини у аудио форми у држави, који третира теме књижевности (поезија, проза, афоризам, критика, драма и посебно радио драма), науке, филозофије, религије, културе и музике (на стручан начин се обрађују д‌јела класичне музике).
До сада су главни и одговорни уредници часописа Глас били Николета Денда (2011-2016), Миљана Марковић (2016-2022) и Александар Ћуковић (2022- ). Спикери који су читали или читају прилоге часописа су позната спикерска или глумачка имена: Весна Јаћимовић, Небојша Скендери, Дејан Ђоновић, Марко Јаћимовић и Сања Пејовић. До краја 2024. године објављено је преко 160 бројева часописа Глас, а израђује се и дистрибуира у „Dasy” формату корисницима широм свијета.

## Манифестације и програми
Библиотека организује многе промоције, изложбе, итд. Она је и место сусрета особа са оштећеним видом и прилика за њихово дружење. Захваљујући одређеним пројектима, долази до уједињења и спајања међу људима.